# Edenderry, Offaly
Edenderry (iriska: Éadan Doire) är den näst största orten i Offaly på Irland och är beläget nära gränsen till Kildare, Meath och Westmeath. År 2012 antalet invånare är 4 890.